# 泉寿院
泉寿院（せんじゅいん）は三重県伊勢市にある曹洞宗の寺院である。

## 歴史
1640年（寛永17年）に浄土宗の寺院として開創された。当時は泉が湧いていたとされ、その水を飲めばたちまちにさまざまな病気が治ったと言い伝えがある。
300年ほど前、当時の玉城町『廣泰寺』住職「玉廣珉山」和尚により、曹洞宗に改宗された。
本尊は浄土宗であった名残から、そのまま阿弥陀如来仏が祀られていたが、平成18年の再建を機に釈迦牟尼仏を祀る。
阿弥陀如来仏は開山堂に祀られている。